# Digital Reader 1000
 (décembre 2024).
Si vous disposez d'ouvrages ou d'articles de référence ou si vous connaissez des sites web de qualité traitant du thème abordé ici, merci de compléter l'article en donnant les références utiles à sa vérifiabilité et en les liant à la section « Notes et références ».

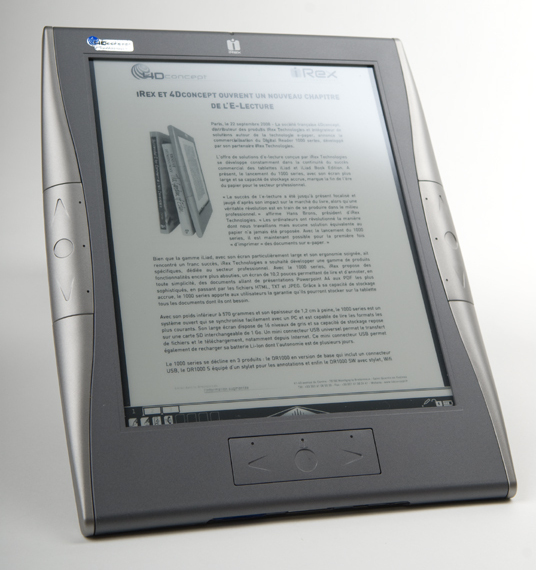
Le Digital Reader 1000 d'iRex Technologies

Le Digital Reader 1000 est un lecteur de livres électroniques (e-reader) conçu par la société iRex Technologies en 2008. Cet appareil utilise la technologie du papier électronique, à l'instar de l'iLiad d'iRex Technologies, du Cybook Gen3 de Bookeen, de l'Amazon Kindle et du Sony Reader. Cette technologie rend possible une lecture similaire à celle sur support papier. De plus, ce lecteur de livres électroniques est doté d'un écran, au format A5 (14,8 x 21cm), qui est actuellement[Quand ?] le plus grand sur le marché.
Par ailleurs l'iLiad, considéré comme son petit frère, intègre une dalle tactile permettant l'annotation de documents. 
Le Digital Reader 1000 est décliné en 3 versions :
- DR1000S (tactile, sortie septembre 2008)
- DR1000 (non tactile, sortie courant 2009)
- DR1000SW (tactile, WiFi et Bluetooth, sortie courant 2009)

## Spécifications
- Dimensions : 217 x 268 x 11,9 mm
- Poids : 570 grammes (avec la batterie)
- Écran : 10,2 pouces de diagonale (format A5), 1024 x 1280 pixels, 160 dpi, 16 niveaux de gris
- Dalle tactile Wacom et stylet
- Processeur : Freescale i.MX31L
- Batterie : interne rechargeable Lithium Ion
- Mémoire RAM : 128 Mo
- Mémoire interne : 1 Go avec carte SD (remplaçable par une carte SD de plus grande capacité)
- Emplacement pour cartes SD
- Connexion USB compatible Mac, Windows, Linux

## Description
Le Digital Reader 1000 est un e-reader au format A5, actuellement la plus grande taille d'écran sur le marché. Il permet de lire directement tout type de document PDF et HTML au format A4. Sa mémoire est stockée sur une carte SD d'1 Go interchangeable. Le stylet permet de naviguer au sein des documents stockés ou d'annoter des livres, des documents ou de saisir des notes de façon manuscrite. Un mini connecteur USB permet le transfert de documents.

## Formats de fichiers lus
- Pour les livres/documents : PDF, HTML, PRC/MOBI (Mobipocket), TXT
- Pour les images : JPG, BMP, PNG, GIF, TIFF